# Bad Staffelstein
Bad Staffelstein (pronunciación en alemán: /baːt ˈʃtafl̩ˌʃtaɪ̯n/ⓘ) es una ciudad situada en el distrito de Lichtenfels, en el estado federado de Baviera (Alemania), con una población a finales de 2016 de unos 10 322 habitantes.
Se encuentra ubicada al norte del estado, en la región de Alta Franconia, a la orilla del río Meno —un afluente derecho del Rin— y de la frontera con el estado de Turingia.